# 夕方ワイドあなたにCue!
『夕方ワイドあなたにCue!』（ゆうがたワイドあなたにキュー）は、2001年4月2日から2003年3月28日まで東日本放送（khb）で放送かつ『ANNスーパーJチャンネル』を内包した平日夕方枠の情報・ローカルワイド番組である。モノラル放送を実施。

## 出演者

### 総合司会
- 笹川己之幾
- 浜知美

### コメンテーター
- 横須賀真奈美

### ニュースキャスター
- 山口則幸
- 白澤奈緒子

### 中継パーソナリティー
- 中村かおり

## 放送時間
- 2001年4月2日 - 2003年3月29日 月曜日 - 木曜日 17:00 -  19:00（日本標準時/2時間）、金曜日 17:00 - 18:45（日本標準時/105分）

## 関連番組
- 突撃!ナマイキTV - 2003年4月より情報・ローカルワイド番組枠としての後継番組。
- チャージ! - 2019年4月より本枠にて放送されている情報・ローカルワイド番組。

| 東日本放送 月 - 木曜17:00 - 19:00枠                                                                                | 東日本放送 月 - 木曜17:00 - 19:00枠 | 東日本放送 月 - 木曜17:00 - 19:00枠                                        |
| 前番組 | 番組名                              | 次番組                                                                     |
| --- | ----------------------------------- | -------------------------------------------------------------------------- |
| スーパーJチャンネル ※17:00 - 18:19KHBニュースチャンネル ※18:19 - 18:55クイズは生だ!〜持ってけ諭吉〜 ※18:55 - 19:00 | 夕方ワイド あなたにCue!             | スーパーJチャンネル ※17:00 - 18:19スーパーJチャンネルみやぎ ※18:19 - 19:00 |
| 東日本放送 金曜17:00 - 18:45枠                                                                                     |                                     |                                                                            |
| 週末の女神 ※17:00 - 17:54スーパーJチャンネル ※17:54 - 18:19KHBニュースチャンネル ※18:19 - 18:45                    | 夕方ワイド あなたにCue!             | スーパーJチャンネル ※17:00 - 18:19スーパーJチャンネルみやぎ ※18:19 - 18:45 |
| 東日本放送 (ANN) 平日18時台のKHBニュース                                                                           |                                     |                                                                            |
| KHBニュースチャンネル                                                                                              | あなたにCue! あなCue!ニュース       | スーパーJチャンネルみやぎ                                                  |

| スタブアイコン | サブスタブ | この項目は、まだ閲覧者の調べものの参照としては役立たない、テレビ番組に関連した書きかけの項目です。この項目を加筆・訂正などしてくださる協力者を求めています（P:テレビ/PJ:放送または配信の番組）。 |